# ShadoWhisperS
ShadoWhisperS est un groupe luxembourgeois de metal gothique, originaire de Steinfort.

## Histoire
Le groupe est formé en 2009 et enregistre quelques démos en salle de répétition à ses débuts. Le style musical du groupe est catégorisé metal symphonique et metal gothique. Ses chansons sont en anglais,. 
Ils sortent leur premier EP A Tincture of Gothic Fiction en 2017, remarqué et bien accueilli par la presse spécialisée (8/10 pour DarkenTries, Orkus!...). L'année suivante, en 2018, ils participent aux éliminatoires du Female Metal Event. Ils sortent leur premier album, Mara, en 2019, qui explore le subconscient, de la lumière à l'obscurité. L'album est remarqué par la presse spécialisée. Puis ils sortent en 2023 leur deuxième album, Poe, en autoproduction.
Les membres sont Diane Frisch (chant), Jean-Claude « Sonni » Sonnen (guitare), Piquet Jung (basse), Laurent Schleck (clavier) et « Motti » Speller (batterie). Auparavant, Toni Bodevin (batterie jusqu'en 2017) et Sacha Heide (guitariste jusqu'en 2016) y ont joué.

## Membres

### Membres actuels
- Piquet Jung — basse
- Motti Speller — batterie (depuis 2017)
- Laurent Schleck — claviers
- Jean-Claude « Sonni » Sonnen — guitare (depuis 2012)
- Diane Frisch — chant (depuis 2014)

### Anciens membres
- Toni Bodevin — batterie (?–2017)
- Tzasch « Sacha » Heide — chant (?–2016)

## Discographie
- 2017 : A Tincture of Gothic Fiction (EP)
- 2019 : Mara (album)
- 2023 : Poe